# Марі Рантанен
Марі Рантанен (фін. Mari Rantanen; 29 березня 1976,Лаппеенранта) — фінський політик від партії Істинні фіни. яка працює в парламенті Фінляндії від виборчого округу Гельсінкі. Як член парламенту, вона була членом Комітету з правових питань у 2019—2022 роках. У листопаді 2022 року Рантанен була обрана головою Комітету з адміністративних справ. До початку політичної кар'єри Рантанен працювала медсестрою та поліцейським.
У червні 2023 року була призначена міністром внутрішніх справ у уряді Петтері Орпо.

## Біографія
Народилася 29 березня 1976 року в місті Лаппенранта.
У 1997 році закінчила медичну школу Пірканмаа, де здобула професію доглядальниці. У 2003 році закінчила Університет прикладних наук Метрополія в Гельсінкі, де здобула професії парамедика та медсестри.
З 2003 року працювала парамедиком рятувальної служби Центральної Уусімаа.
У 2011 році закінчила Школу підготовки поліцейських у Тампере.
З 2011 року працювала молодшим констеблем у поліцейському управлінні Західного Уусімаа.

## Політична кар'єра
Балотувалася на муніципальних виборах 2012 року від Соціал-демократичної партії. У 2014 році вступила до партії «Істинні фіни».
За результатами муніципальних виборів 2017 року обрана депутатом міської ради Гельсінкі.
За результатами парламентських виборів 2019 року обрана депутатом парламенту в окрузі Гельсінкі. У парламенті вона була членом адміністративного комітету (2021—2023), комітету з транспорту та зв'язку (2019), юридичного комітету (2019—2022) та комітету з нагляду за розвідкою (2019—2023). Рантанен обіймала посаду голови адміністративного комітету у 2022—2023 роках. Переобрана за результатами парламентських виборів 2023 року, набравши 3 826 голосів. Була другою заступницею голови фракції та членом президії парламенту (2023).
20 червня 2023 року призначена міністром внутрішніх справ Фінляндії в уряді під керівництвом прем'єр-міністра Петтері Орпо.

## Суперечки
Після призначення Рантанен на посаду, її минулі висловлювання опинилися під пильною увагою, оскільки вона постійно писала про Велику Заміну, навіть неодноразово використовуючи хештег #väestönvaihto (фінською «Велика заміна») у Twitter. Після публікації статті Рантанен написала у Twitter, що не вірить у змови. Рантанен додала, що демографічний тиск на Європу і пов'язані з ним демографічні зміни, про які свідчить статистика, є фактом. Прем'єр-міністр Орпо сказав в інтерв'ю: «Перш за все, я оцінюю, як міністр виконує свою роботу». За словами Орпо, це означає, що міністр виконує свою роботу таким чином, що міністр внутрішніх справ слідує принципам урядової програми та принципам, під якими всі підписалися. У своїй щорічній доповіді за 2020 рік Поліція безпеки Фінляндії назвала демографічні зміни однією з основних ідеологічних рушійних сил ультраправого тероризму. У ній також зазначається, що погляди, засновані на теорії плинності населення, знайшли відображення в низці ультраправих терористичних атак.
Напередодні парламентських виборів у Фінляндії 2023 року Рантанен написала на своєму вебсайті передвиборчу програму, в якій висловилася про імміграцію: «Ми не повинні бути такими блакитноокими». У цьому ж контексті Рантанен пише, що Фінляндія та фіни завжди стоять на першому місці в усіх її рішеннях. Рантанен пише, що вона не готова використовувати безпеку і податкові гроші фінів на благо інших, «якщо в результаті постраждають його власні. Я не думаю, що ми будемо наївними (фінський термін для «наївних»), що скоро ми не будемо блакитноокими (риса, яка часто асоціюється з білими людьми)».
В інтерв'ю Iltalehti Рантанен запитали, що вона мала на увазі під тим, що більше не є блакитноокою, і вона відповіла: «Я маю на увазі саме те, що там написано». Вона заперечувала посилання на расові теорії, а коли її запитали, чи вірить вона у Велику Заміну, вона відповіла: «Я вірю в статистику». На питання, яку саме статистику, Рантанен відповіла «демографічну», порадила інтерв'юеру подивитись на демографічні зміни у Швеції та запропонувала постаратися уникнути таких змін у Фінляндії. Після цього Рантанен закінчила інтерв'ю.
У 2016 році Рантанен написав у соціальних мережах, що човни шукачів притулку, які перетинають Середземне море, повинні бути зупинені, інакше «буде війна». Вона також лайкнула коментар, в якому йшлося про те, що біженців слід залишити тонути, і ще один, в якому біженців називали паразитами. Міністр внутрішніх справ прокоментувала свої дії у Твіттері після того, як телеканал STT повідомив про фальсифікацію. Ілталехті знайшов і побачив пост із коментарями у Facebook. — Я багато писала про політику протягом багатьох років, і я могла ненавмисно вподобати пост, зі змістом якого я не погоджувалася. Я медсестра і поліцейський. Людям, які потрапили в біду на морі або в будь-яку іншу біду, завжди буде надана допомога", — пише Рантанен.

## Особисте життя
Живе в Гельсінкі з чоловіком та дочкою.